# Стара Уда
Стара Уда́ (рос. Старая Уда, ерз. Старая Уда) — присілок у складі Лямбірського району Мордовії, Росія. Входить до складу Атемарського сільського поселення.

## Населення
Населення — 15 осіб (2010; 20 у 2002).
Національний склад (станом на 2002 рік):
- росіяни — 90 %